# Phare de Bardsey
Pour les articles homonymes, voir Fastnet.
Le phare de Bardsey (en gallois :  Goleudy Enlli) est un phare situé sur l'Île de Bardsey, au bout de la péninsule de Llŷn au Pays de Galles qui marque le passage de la Manche à la mer d'Irlande par le canal Saint-Georges.
Ce phare est géré par le Trinity House Lighthouse Service à Londres, l'organisation de l'aide maritime des côtes du Pays de Galles.

## Histoire
La demande pour une lumière sur cette île a été faite dès 1816 aboutissant à la construction du phare par Trinity House en 1821. Joseph Nelson en fut l'ingénieur et le constructeur, et fut associé à la conception d'au moins quinze autres phares, principalement dans le canal de Bristol.
En 1987, le phare a été converti en exploitation automatique et jusqu'en 1995 il a été surveillé depuis le poste de contrôle de la zone de Trinity House à Holyhead. Il est maintenant géré à partir du dépôt de Trinity House à Harwich, avec un préposé local à temps partiel effectuant l'entretien de routine.

## Architecture
Le phare est construit en pierre calcaire et peint avec des bandes rouges et blanches. La tour fait 30 m de haut et en plan carré, architecture inhabituelle pour les phares de cette période mais que l'on retrouve au phare de Coquet dans le Northumberland. Il a gardé ses garde-corps courbés d'origine en fer comme le Phare d'Holyhead Mail conçu par John Rennie dans la même année. La lanterne actuelle, installée en 1856, n'a pas nécessité le retrait du garde-corps.
Le socle de la tour mesure 4 m de haut et est richement enrichi et au sol il forme un carré de 7,6 m réduit à 6,1 m au sommet du socle. Au sommet de la tour, au-dessous de la corniche couronne, le côté du carré n'est plus que de 5,5 m. Les murs ont une épaisseur de 1,2 m à la base, se réduisant jusqu'à 0,9 m au sommet. À l'origine, la lumière comprenait des réflecteurs mais, en 1838,il a été changé par un mécanisme dioptrique. L'apparence de la lanterne d'origine n'est pas connue. La lanterne actuelle de 1856 est un octogone chanfreiné de 4,27 m de largeur et la lumière est restée fixe, au lieu de tourner. Le présent appareil tournant a été installé en 1873 et donne un groupe de cinq flashes. L'installation est électrique depuis 1973.
Le phare a uns silhouette inhabituelle et n'a aucun accès de la mer. Comme il est sur une route migratoire établie, la tour fait de nombreuses victimes parmi les oiseaux et la Royal Society for the Protection of Birds et Trinity House ont essayé de remédier au problème en fournissant des perchoirs sur le haut de la lanterne.

### Lien connexe
- Liste des phares du Pays de Galles